# Hoplestigma klaineanum
Hoplestigma klaineanum är en strävbladig växtart som beskrevs av Jean Baptiste Louis Pierre. Hoplestigma klaineanum ingår i släktet Hoplestigma och familjen strävbladiga växter. Inga underarter finns listade i Catalogue of Life.